# موسى كريم
موسى كُريّم (1896 - 1974) هو أديب وصحفي برازيلي مهجري من أصل سوري. من اللاذقية انضم لجمعية العصبة الأندلسية التي تهتم بالأدب العربي في البرازيل. وأسس مجلة «الشرق» في 1928 والتي نقلت أخبار وصور المجتمع الراقي في البرازيل ومجلة «المدرسة». وكتب عدة كتب بالعربية من بينها «نابليون بونابرت» و«عشيقات الإمبراطور» و«حقائق وعبر» و«النزلاء الشرقيون في البرازيل» وكتبا أخرى بالبرتغالية. وانتخب عضوا في المجمع العلمي في سان باولو في 1930 ونائب رئيس شرفي لمؤسسة الصحفيين القدماء في سان باولو في 1974.

## النشأة والمسيرة
ولد موسى بن ميخائيل بن موسى كُريّم في سان سيمون في البرازيل لأبوين مهاجرين سوريين من يبرود. تعلم العربية من والديه. أسس مجلة صغيرة اسمها «المدرسة» وعمل مراسلا للصحف. وأصدر في 1928 مجلة «الشرق» باللغتين العربية والبرازيلية والتي نقلت أخبار وصور المجتمعات الراقية وحفلاتها وربما كان أول صحفي يبتكر هذا النوع من الصحافة واستمرت في الصدور إلى وفاته. وكتب عدة كتب بالعربية من بينها «نابليون بونابرت» و«عشيقات الإمبراطور» و«حقائق وعبر» و«النزلاء الشرقيون في البرازيل» وألف أيضا عدة كتب بالبرتغالية. انتخب عضوا في المجمع العلمي في سان باولو في 1930. وكان يزور سوريا بين فترة وأخرى. وانتخب في سنة وفاته نائب رئيس شرفي لمؤسسة الصحفيين القدماء في سان باولو. وتوفي في سان باولو في 1974.

## أعماله
- نابليون بونابرت
- عشيقات الإمبراطور
- حقائق وعبر
- النزلاء الشرقيون في البرازيل